# قرية فيندهورن البيئية

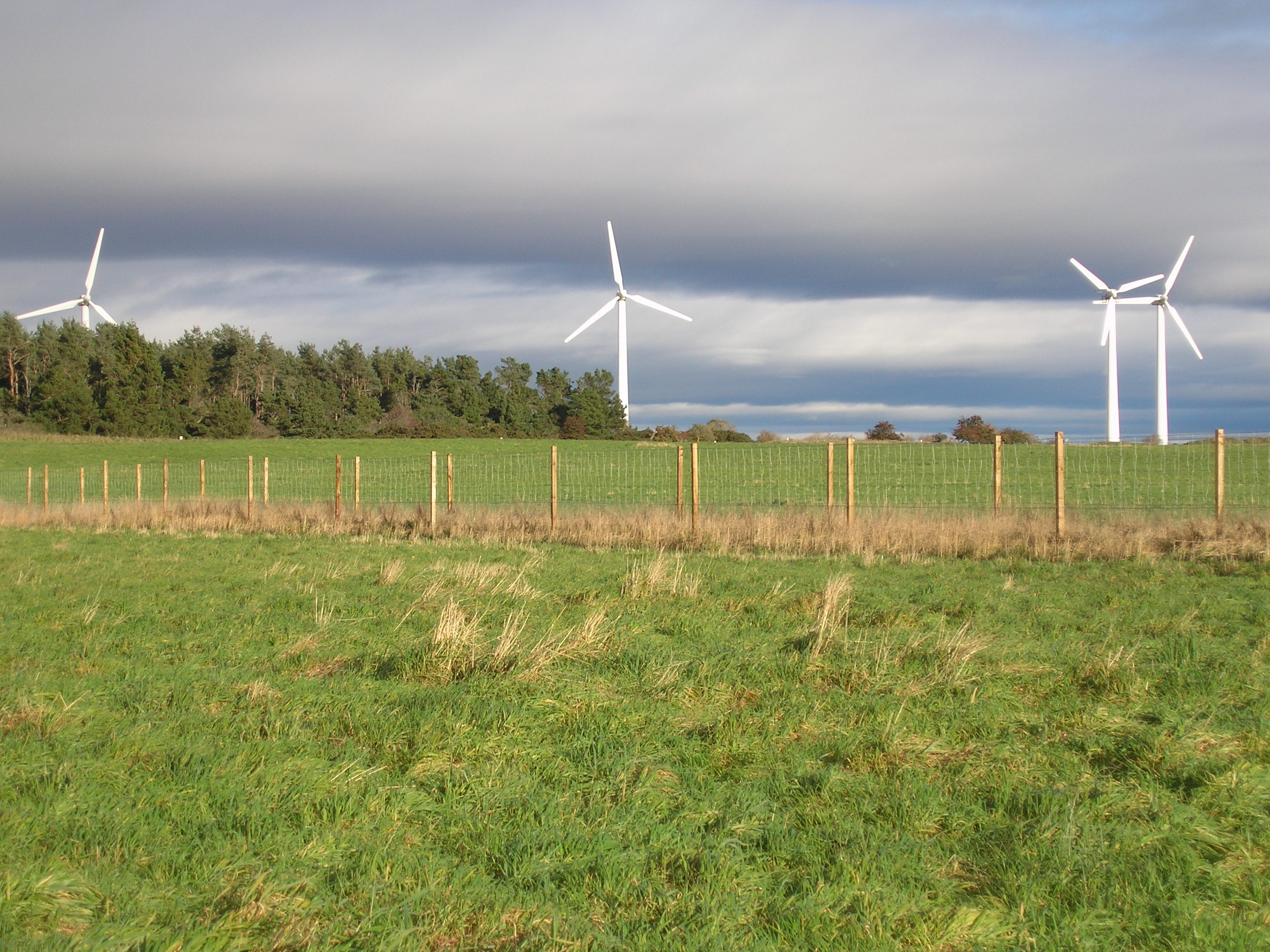

قرية فيندهورن البيئية هي مشروع مجتمع معماري تجريبي يقع في ذا بارك، في موراي، إسكتلندا، بالقرب من قرية فيندهورن. وغاية المشروع الرئيسية هي تبيان وجود تنمية مستدامة من الناحية البيئية، الاجتماعية، والاقتصادية. بدأ العمل في بداية الثمانينات تحت رعاية مؤسسة فيندهورن ولكنها تتضمن الآن تشكيلة واسعة من المنظمات والنشاطات. وتستخدم تقنيات بيئية مختلفة عديدة، وقد فاز المشروع بمجموعة منوعة من الجوائز، من ضمنها لقب أفضل تنفيذ عام 1988 من برنامج الأمم المتحدة للمستوطنات البشرية.
استنتجت دراسة حديثة مستقلة أن المقيمين لديهم أوطأ بصمة بيئية بين المجتمعات التي تم قياسها إلى حد الآن في العالم الصناعي وكذلك نصف معدل الموجود في المملكة المتحدة. وبالرغم من أن المشروع سبب بعض الجدل، إلا أن حالة المشاكل البيئية المتزايدة والتغير المناخي قد أدت إلى درجة من القبول السائد للأخلاقيات البيئية.

## البدايات
حدد مؤتمر’بناء قرية كوكبية’ في أكتوبر عام 1982 الذي استضافته مؤسسة غيندهورن بداية سلسلة من المحاولات الجدية من قبل المجتمع المتعمد، والذي وُجد في فيندهورن منذ 1962 لتمثيل مستوطنة بشرية يمكن اعتبارها مستدامة من النواحي البيئية، الاجتماعية، والاقتصادية.
استُخدم مصطلح ’القرية البيئية’ لاحقًا لوصف تجارب من هذا النوع. وفي عام 1955 عقد أول مؤتمر عالمي للقرى البيئية بعنوان القرى البيئية والمجتمعات المستدامة للقرن الواحد والعشرين في فينهورن.
تولَّت مؤسسة فيندهورن بنفسها في البداية تقريبًا جميع الأنشطة المتعلقة بهذا العمل، مثل بناء البيت البيئي، توربينات رياح من شركة فيستاس بقوة 75 كيلو واط ونظام بيئي لمعالجة مياه الصرف، أو شركتها التجارية نيو فيندهورن دايركشنز المحدودة. ومع ذلك، فإن عددًا متناميًا من الجمعيات الخيرية المستقلة، الأعمال، المجتمعات الشقيقة الصغيرة، والممارسين المستقلين والهيئات المجتمعية قد نمَّا ووسَّع تنوع مشاريعه البيئية بشكل ملحوظ منذ عام 1990 فصاعدًا. بعضها مدرج أدناه. وأًصبح للقرية البيئية اعتبارًا من عام 2005 حوالي 450 عضوًا يتركزون حول ذا بارك (الحرم الجامعي الرئيسي على الحافة الجنوبية من فيندهورن)، ولكنهم يتواجدون أيضًا في مواقع عدة في البلدة القريبة فوريس وفي أماكن أخرى في موراي. ويوفر هذا المشروع حوالي 300 وظيفة في منطقة فيندهورن/فوريس ويوفر مجموعًا كليًا للأثر الاقتصادي الإضافي قدره 5 ملايين باوند للعام في مرتفعات اسكتلندا ككل.

## أمثلة لمشاريع بيئية
تعتمد القرى البيئية عادًة على تشكيلة واسعة من طرق تقليل بصمتهم البيئية. وبعض أهم تلك الطرق المستخدمة في فيندهورن مدرجة هنا بالرغم من أهمية الوضع في عين الاعتبار أن العامل الواحد الأكثر تأثيرًا في أي حالة معينة هو على الأرجح سلوكيات مقيمين وبدلًا من التقنيات المستخدمة نفسها. النطاق الوطني هو بحث أفضل بكثير من النطاق الصغير، وفي هذا المستوى يصبح من السهل ملاحظة بلدان بمستويات مشابهة من الثروة ببصمات مختلفة تمامًا – أنظر على سبيل المثال إلى تشامبرز (2004).

### قوانين البناء البيئية
لدى هذا الموقع قانون بناء شامل يجب على كل البنايات الجديدة تلبيته. ويتعدى معايير البناء الحالية في المملكة المتحدة بكثير ويتضمن خواصًا مثل العزل الفعال جدًا (عادًة باستعمال منتجات مصنوعة من الورق المعاد تدويره)، الأصباغ العضوية غير السامة، مواد حافظة للخشب والألواح مصنوعة دون استخدام المواد اللاصقة أو الراتنجات وتسقيف باستعمال قرميد طيني طبيعي.
هنالك تشكيلة واسعة من الخيارات الأخرى ومن ضمنها مصابيح الإضاءة ذات الطاقة المنخفضة، بناء ’حائط تنفس’ يسمح بتبادل هواٍء مُسيطرًا عليه وخواص حفظ بخار الماء ومواد من مصادر محلية. ويُشَجَّع على مرافق مشتركة مثل أماكن الغسيل، المطابخ، الصالات إلخ، وبهذا يتم تجنب التكرار غير الضروري.
تدمج أغلب البنايات الجديدة مزايا في التصاميم التي تسمح بالإشعاع الشمسي السلبي لتقليل حاجة البناية للتدفئة، كالنوافذ المواجهة للجنوب، المستنبتات الزجاجية والحد الأدنى من فتحات الجدار على الجدران الشمالية. ويوفر الخشب المحصود بشكل مستدام تدفئة للعديد من المنازل القديمة والجديدة، وتجهز شركة تابعة للقرية البيئية الألواح الشمسية لتسخين الماء الحار للزبائن المقيمين والتجاريين في كل المملكة المتحدة. وقد منح مجتمع الطاقة في اسكتلندا مؤخرًا منحة لتركيب نظام تدفئة المصدر الأرضي لمركز فنون موراي الجديد المقترح في فيندهورن.
أبني أخضر ببساطة – تالبوت (1993) – مبني على بحث أجري في قرية فينهورن البيئية وكان أول دليل في المملكة المتحدة للسكن البيئي.

### المعمار البيئي
كان أول سكن جديد يبنى في القرية البيئية هو منزل صغير مدور مصنوع من برميل ويسكي معاد تدويره. وتم تطوير الفكرة لاحقًا وبنيت عدة بنايات على هذا الفكرة. وتتضمن الأساليب المبتكرة الأخرى مثل بناء رزمة التبن، ومحطة الكهرباء الفرعية إيرث شيب. وقد بني أكثر من خمسين منزلًا جديدًا حتى الآن، بعضها بأساليب غريبة، وآخرون بمظاهر مبتذلة أكثر. تتعارض قوانين البناء الصارمة مع الغياب الواضح للإرشادات البصرية والنتيجة هي تنوع من التصاميم بدلًا من نهج ثابت للجماليات.

### آلة المعيشة
أفتتح جوناثون بوريت عام 1995 أول آلة معيشة في أوروبا (تعرف أيضًا باسم المجددات-البيئية في المملكة المتحدة) في الحرم الجامعي ذا بارك. وهو نظام لمعالجة مياه الصرف الصحي مصمم هندسيًا لمعالجة مياه الصرف الصحي لتعداد سكاني يبلغ 350 شخصًا وبالاشتراك مع عدد من الأنظمة المماثلة الأخرى يوفر أيضًا منشأة للبحث والتعليم للترويج للتقنية. وقد تم بناؤها بمساعدة من الاتحاد الأوروبي. هنالك اختراع للعالم الكندي جون تود، يستعملون فيه خزانات تحتوي على مجتمعات متعددة من البكتيريا، الطحالب، الكائنات الحية الدقيقة، العديد من أنواع النباتات والأشجار، الحلزونات، الأسماك وكائنات حية أخرى لمعالجة الماء. وفي نهاية سلسلة الخزانات، يكون الماء الناتج نقيًا بما يكفي ليعود إلى المياه الجوفية المحلية. تم أخذ خطط استخدام المياه لأغراض الري بنظر الاعتبار ولكن لم يتم تنفيذها حتى الآن.

### إنتاج الطعام العضوي
أحد أهم العوامل في انخفاض البصمة البيئية في القرية البيئية (أنظر للأسفل) هو سلوكها فيما يخص إنتاج الطعام واستهلاكه. تساهم الحيازات الصغيرة المختلفة المتعلقة بالقرية البيئية في الزراعة مدعومة من المجتمع أو مخطط’الصندوق’ الذي يوفر طعامًا عضويًا للمنطقة المحلية، وينمَّى بعضها باستخدام تقنيات الزراعة المعمرة. وهذه البستنة «توفر أكثر من 70% من متطلبات المجتمع من الطعام الطازج» وتعتبر متاجر فينيكس للمجتمع الواقع في ذا بارك أحد أكبر بائعي التجزئة للمنتجات العضوية في شمال اسكتلندا.

### حديقة الرياح
سبب آخر للتأثير البيئي المنخفض للمستوطنة هو وجود أربعة توربينات رياح من فيستاس والتي بإمكانها توليد ما يصل إلى 750 كيلو واط. وهي تجعل مستوطنة بارك مصدرًا صافيًا للكهرباء المنتجة من المصادر المتجددة. تم تركيب أول مولد في17 عام 1989 وثلاثة آخرون من نوع في 29 مارس عام 2006. وقد كان الموقع الأصلي منطقة مقطورات سكنية وكنتيجة لذلك فالقرية البيئية لديها شبكة الكهرباء الخاصة بها. يستعمل أغلب التوليد في الموقع ويُصدر أي فائض إلى الشبكة الوطنية.

### العملة البيئية
تستعمل العملة المحلية منذ عام 2002. أطلقتها إيكوبيا، وهي منظمة ثقة التنمية للمجتمع، وتُقبل العملة في جميع منظمات القرية البيئية تقريبًا. وهنالك حوالي 20,000 جنيه استرليني من العملات تُتداول وقد مكَّن إصدارها إيكوبيا من تقديم قروض منخفضة الفائدة وتبرعات لدعم مختلف المبادرات بما فيها مرفق الضيوف البيئي، حديقة الرياح (مذكورة أعلاه) ومشروع الشباب المحلي. ويتساوى الإصدار الحالي من العملة الذي أُطلق في نوفمبر 2017 مع الجنيه الإسترليني بمعنى 1 إيكو=1 جنيه استرليني، والعملات موجودة في فئة الواحد، الخمسة، العشرة والعشرين. ولقد تم تقديم منح لمجموعة المهرجانات، مشروع الشباب ورابطة فيندهورن الجديدة.

## دراسة البصمة البيئية
تُعتبر البصمة البيئية بمثابة محاولة لقياس التأثير البيئي الكلّي للنشاط البشري في منطقة ما. تقيس النتائج حجم الأرض وكمية المياه التي يحتاجها السكان لتوفير الموارد المُستخدمة ولاستيعاب النفايات. تحوّل الحسابات المستخدمة الأمر إلى مقياس لمساحة الأرض باستخدام الهكتار العالمي (gha). ومن المسلّم به على نطاق واسع أن التأثير البشري على كوكب الأرض قد تجاوز الطاقة التي توفّرها الأنظمة الطبيعية للاستدامة، وأن الموارد التي تستخدمها الدول الغربية عادةً ما تتطلّب »3 كواكب «لاستدامتها في حال ترك كل مواطن في كوكب الأرض تأثيراً مشابهاً. في أكتوبر من عام 2006، صدرت النتائج الأولية لدراسة البصمة البيئية في قرية فيندهورن البيئية التي أجراها مركز أبحاث التنمية المستدامة التابع لمعهد الألفية في جامعة الأراضي المرتفعة والجزر بالتعاون مع معهد ستوكهولم للبيئة، إذ أكّدت النتائج بأن أثر القرى البيئية أقل وطأة على كوكب الأرض من المجتمعات التقليدية.
أظهرت الدراسة امتلاك سكان ذا بارك وحرم جامعة كلوني هيل المجاور لبصمة تبلغ مساحتها 2.71 هيكتار للفرد الواحد في المتوسط، أي ما يزيد بقليلٍ عن نصف المعدل الوطني البريطاني البالغ 5.4 هيكتار. (وعند المقارنة، يبلغ الرقم المقابل في الولايات المتحدة ما يقارب 9.5 هيكتار عالمي، بينما صُنّفت أوزبكستان في متوسط» حصة الأرض العالمية «البالغة 1.9 هيكتار عالمي). لعلّ أهم النتائج هي تلك المتعلّقة بالأغذية وبالاستخدام المنزلي» للطاقة«و»الأصناف الاستهلاكية والممتلكات الشخصية «التي تشمل 35% و27% و44% من المتوسط الوطني على التوالي. يمتلك سكّان فيندهورن بصمةً بيئيةً أدنى من المقيمين في الإسكانات البيئية التابعة لـ «بيدزيد» في لندن بحوالي 13%. تعتزم الدراسة أيضاً قياس التأثير الإضافي الناجم عن زائري القرى البيئية، لكنّ النتائج غير متوفرة حتى الآن.

## الجوائز والعلاقات مع الأمم المتحدة والنقد
في الفترة التي تشهد قلقاً دولياً تجاه استنفاذ الموارد والاحتباس الحراري، فلا عجب في حصول هذه الأنشطة على العديد من الجوائز.
- في سبتمبر من عام 1995، حصل مشروع قرية فيندهورن البيئية على جائزة «نحن الشعوب: 50 مجتمع» التي قدّمها أصدقاء الأمم المتحدة كجزء من الذكرى الخمسين لاحتفالات الأمم المتحدة.
- في أكتوبر من عام 1998، اعتُرف بدور مشروع القرية البيئية و100 مبادرة قيادية أخرى «ملهمة للعمل المبتكر على كوكب الأرض» لقيامهم بأفضل الممارسات من مركز الأمم المتحدة للمستوطنات البشرية (UNCHS) وبلدية دبي.
- في سبتمبر من عام 2000، حصلت جمعية الأشجار من أجل الحياة الخيرية على جائزة أثر الألفية تقديراً لعملها في مساعدة استعادة غابة كاليدونيان في غلين أفريك.
- وفي العام التالي، أقرّ برنامج الأمم المتحدة للبيئة أن «جذور معظم المشاكل التي حددها جدول أعمال القرن الواحد والعشرين ممتدّة على المستوى المحلي، لذا يقدّر برنامج الأمم المتحدة للبيئة مساهمتكم الكبيرة على المستوى المحلي من خلال نماذج العيش الشامل والمستدام والمتوافق مع البيئة».

توجد العديد من الانتقادات على الورق، إلا أنها تميل إلى التركيز على الروحانية الانتقائية لمؤسسة فيندهورن بدلاً من التركيز على الجوانب البيئية للقرية البيئية. يوجد بيان يوضّح القيم الأساسية للقرية البيئية والمجتمع المرتبط بها تحت اسم «الأرضية المشتركة». يركّز البيان إلى حد كبير على السلوكيات الشخصية المفضّلة بدلاً من وصفه لفلسفة روحانية، بخلاف تأكيده على الالتزام بـ «الممارسة الروحانية النشطة» (التي تُفهم وتُفسّر بشكل مختلف). قدّما بعض مجموعات الضغط المحلية اعتراضاتها على توسيع حديقة الرياح، إلا أن مخاوف السكان المحليين لا تزال في تناقص بسبب الموقف الاستباقي للمشاركين في القرى البيئية والناتج عن وهب شركة دونلاند المحدودة المختّصة بالقرى البيئية لبعض الأراضي المرافقة إلى صندوق استئماني للأراضي المحلية.
بينما كانت معظم المنازل معتدلة الحجم، إلا أن بعضها تخطّى مساحة 200 متر مربع للمنزل الواحد. قد يشكّل تنوع أساليب الحياة جزءاً من أي مستوطنة بشرية، إلا أن حجم هذه المباني يوحي بأنها غير نابعة من القلب وغير متوافقة مع «العيش بخفّة على كوكب الأرض» كما تشير المظاهر الأولية. ومع ذلك، قد تكون الأمثلة العملية على اعتماد أسلوب الحياة الغربي إلى جانب استخدام موارد الأرض المتجددة ودعمها موضع اهتمام الرأي العام حين يتّجه نحو الاعتقاد بعدم قابلية «سير الأمور على النحو المعتاد».